# 신남초등학교 (전북)
신남초등학교는 대한민국 전라북도 익산시 함라면 망월길 9 (다망리)에 있었던 초등학교이다.

## 연혁
- 1947년 5월 30일 함라국민학교 신남분교장 설립인가
- 1957년 4월 12일 신남국민학교로 설립인가
- 1996년 3월 1일 신남초등학교로 개칭
- 1999년 2월 10일 제42회 졸업식(6명)(누계 2198명)
- 1999년 2월 28일 함라초등학교와 통폐합